# 円城寺村
円城寺村（えんじょうじむら）は、かつて岐阜県羽島郡にあった村である。
現在の羽島郡笠松町円城寺に該当する。
円城寺村発足時は羽栗郡であったが、郡の合併で羽島郡の村となっている。

## 歴史
- かつてこの地域は尾張国葉栗郡であったが、1586年（天正14年）の大洪水により木曽川の流れが大きく変わり、葉栗郡の新たな木曽川の北岸の地域は、羽栗郡に改称され、美濃国に編入される。
- 江戸時代、尾張藩領であった。1673年（延宝元年）木曽川の舟運などを取り締まる川並奉行を設置し、円城寺村に館が置かれた。
- 1875年（明治8年） -
  - （月日不明） - 円城寺村から河田島村[2]が分離する。
  - 1月 - 栗木村[3]を編入する。
- 1889年（明治22年）7月1日 - 町村制により、円城寺村発足。
- 1890年（明治23年） - 字小屋場島[4]、字嘉左衛門島[5]を川島村へ編入。
- 1897年（明治30年）4月1日[6] - 羽栗郡と中島郡が合併して羽島郡となる。
- 1897年（明治30年）4月1日 - 中野村、無動寺村、江川村、米野村と合併し、下羽栗村が発足。同日円城寺村廃止。

## 教育
- 円城寺小学校（現・笠松町立下羽栗小学校）

## 神社・仏閣
- 河野円城寺